# Glossadelphus limnobioides
Glossadelphus limnobioides är en bladmossart som beskrevs av Brotherus 1927. Glossadelphus limnobioides ingår i släktet Glossadelphus och familjen Hypnaceae. Inga underarter finns listade i Catalogue of Life.